# Upa! (álbum)
Upa! es el álbum debut del grupo chileno Upa!. Lanzado en 1986, en Chile se editó en formato cassette, mientras que en países como Perú, Argentina y Uruguay se lanzó en formato vinilo. Los temas "Cuando vuelvas", "Sueldos" y "La bamba", fueron los sencillos lanzados. En 2006 recién se edita en CD.

## Lista de canciones
| Lado A |                       |               |                     |          |  |
| N.º    | Título                | Escritor(es)  | Vocalista principal | Duración |  |
| 1.     | «Sueldos»             | Planet        | Planet              | 4:18     |  |
| 2.     | «Fotonovelas»         | Piga          | Ugarte              | 3:57     |  |
| 3.     | «Las masas son gente» | Planet-Ugarte | Ugarte              | 3:51     |  |
| 4.     | «La nada»             | Upa!          | Ugarte              | 3:35     |  |
| 5.     | «La bamba»            | Planet-Ugarte | Planet-Ugarte       | 4:34     |  |
| 20:15  |                       |               |                     |          |  |

| Lado B |                              |              |                     |          |  |
| N.º    | Título                       | Escritor(es) | Vocalista principal | Duración |  |
| 1.     | «Cuando vuelvas»             | Piga         | Ugarte              | 3:17     |  |
| 2.     | «Rock de París»              | Planet       | Ugarte              | 2:45     |  |
| 3.     | «África»                     | Planet       | Planet-Ugarte       | 3:57     |  |
| 4.     | «Quizás 2000»                | Planet       | Ugarte              | 4:42     |  |
| 5.     | «Pasajeros del último metro» | Piga         | Ugarte              | 5:10     |  |
| 19:51  |                              |              |                     |          |  |

## Músicos

### Upa!
- Pablo Ugarte: Voz líder y bajo.
- Mario Planet: Guitarra eléctrica y 2°da voz.
- Octavio Bascuñán: Batería.
- Sebastián Piga: Saxo y guitarra.

### Músicos invitados
- Jaime Vivanco: Teclados
- Hernán Rojas: Teclados
- Silvio Paredes: Bajo
- Pedro Villagra: Saxo tenor
- Cristian Crisosto: Saxo barítono y soprano
- Stuka: Guitarra[1]